# Dmitri Laptev
Pour les articles homonymes, voir Laptev.
Dmitri Iakovlevitch Laptev (en russe : Дмитрий Яковлевич Лаптев), né en 1701 et mort le 20 janvier 1771 (31 janvier dans le calendrier grégorien), est un explorateur de l'Arctique et un vice-amiral russe.

## Biographie
Dmitri Laptev est né dans le village de Bolotovo, près de Velikié Louki, en 1701. Bolotovo était une propriété de son père, Iakov Laptev. Le frère de Iakov, Prokofy Laptev, possédait un autre domaine dans les environs, appelé Pokarevo, où un cousin de Dmitri, Khariton Laptev, est né en 1700.
Dmitri Laptev commence sa carrière dans la marine comme cadet en 1718. Il devient enseigne de vaisseau de deuxième classe en 1721, lieutenant en 1731 et lieutenant-major en 1733. Le commandement d'un navire de la Flotte de la Baltique lui est alors confié.
Il incorpore la deuxième expédition du Kamtchatka en 1735 comme adjoint de Vitus Béring. En 1736, il est nommé chef d'un des groupes de la deuxième expédition du Kamtchatka. Bloqué le 11 août par les glaces aux commandes de l' Irkoutsk, il retourne à l'embouchure de la Léna le 6 septembre et écrit à Béring que selon les indigènes, la voie n'est jamais libre. Il se rend, avec l'autorisation de Béring, à Saint-Pétersbourg pour y faire son rapport.
À l'été 1739, à Iakoutsk, il prépare avec son cousin Khariton Laptev, une nouvelle campagne et reprend la mer en juillet. Il passe la Iana et le détroit qui porte de nos jours son nom et arrive en septembre à l'embouchure de l'Indiguirka. Il hiverne alors à Rousskoïé Oustié et entreprend de vastes relevés de la région. Un canal est creusé pour continuer l'exploration mais le navire est bloqué devant le fortin de Nijné-Kolymsk. En juillet 1741, il tente une nouvelle percée qui échoue au même endroit. À pied, il quitte Nijné-Kolymsk le 27 octobre et rejoint Anadyrsk à la mi-novembre. Il décrit la côte entre la Léna et le cap Bolchoï Baranov (à l'est de l'embouchure de la Kolyma), le bassin et l'embouchure de l'Anadyr et la route terrestre de la forteresse d'Anadyr à la baie de Penjinskaïa. Il fait aussi le relevé de la Bolchoï Aniouï et de l'Anadyr.
De retour à Yakoutsk en mars 1743, après l'expédition, il continue sa carrière militaire dans la Flotte de la Baltique. Promu capitaine-commandeur en 1755, contre-amiral en 1756, il devient vice-amiral en 1762 et prend sa retraite la même année, le 30 avril.
Un cap dans le delta de la Léna et un détroit entre l'île Grande Liakhov et le continent asiatique portent son nom. La mer des Laptev doit son nom à Dmitri Laptev et à son cousin Khariton Laptev.